# Вучак Феричанацький
45°31′ пн. ш. 18°01′ сх. д. / 45.52° пн. ш. 18.01° сх. д.
Вучак Феричанацький (хорв. Vučjak Feričanački) — населений пункт у Хорватії, в Осієцько-Баранській жупанії у складі громади Феричанці.

## Населення
Населення за даними перепису 2011 року становило 270 осіб.
Динаміка чисельності населення поселення:

## Клімат
Середня річна температура становить 11,13 °C, середня максимальна – 25,36 °C, а середня мінімальна – -5,78 °C. Середня річна кількість опадів – 722 мм.
| Клімат поселення                              | Клімат поселення | Клімат поселення | Клімат поселення | Клімат поселення | Клімат поселення | Клімат поселення | Клімат поселення | Клімат поселення | Клімат поселення | Клімат поселення | Клімат поселення | Клімат поселення | Клімат поселення |
| Показник                                      | Січ.             | Лют.             | Бер.             | Квіт.            | Трав.            | Черв.            | Лип.             | Серп.            | Вер.             | Жовт.            | Лист.            | Груд.            |                  |
| Середній максимум, °C                         | 5,93             | 8,02             | 12,66            | 17,11            | 22,44            | 25,36            | 25,18            | 24,60            | 20,34            | 15,00            | 9,22             | 5,17             |                  |
| Середня температура, °C                       | 0,08             | 2,18             | 6,78             | 11,24            | 16,56            | 19,50            | 21,45            | 20,86            | 16,62            | 11,28            | 5,49             | 1,46             |                  |
| Середній мінімум, °C                          | −5,78            | −3,69            | 0,94             | 5,40             | 10,72            | 13,66            | 17,72            | 17,15            | 12,90            | 7,54             | 1,76             | −2,28            |                  |
| Норма опадів, мм                              | 44               | 43               | 43               | 55               | 68               | 93               | 65               | 64               | 54               | 64               | 72               | 57               |                  |
| Середньомісячна швидкість вітру, м/с          | 2.13             | 2.40             | 2.70             | 2.60             | 2.30             | 2.10             | 2.10             | 1.90             | 1.90             | 2.00             | 2.10             | 2.20             |                  |
| Середньомісячна сонячна радіація, кДж/м²·день | 4206             | 6879             | 10809            | 15266            | 19250            | 21244            | 22230            | 20181            | 14874            | 9136             | 4759             | 3557             |                  |
| --------------------------------------------- | ---------------- | ---------------- | ---------------- | ---------------- | ---------------- | ---------------- | ---------------- | ---------------- | ---------------- | ---------------- | ---------------- | ---------------- | ---------------- |
| Джерело:                                      |                  |                  |                  |                  |                  |                  |                  |                  |                  |                  |                  |                  |                  |